# حرير العنكبوت

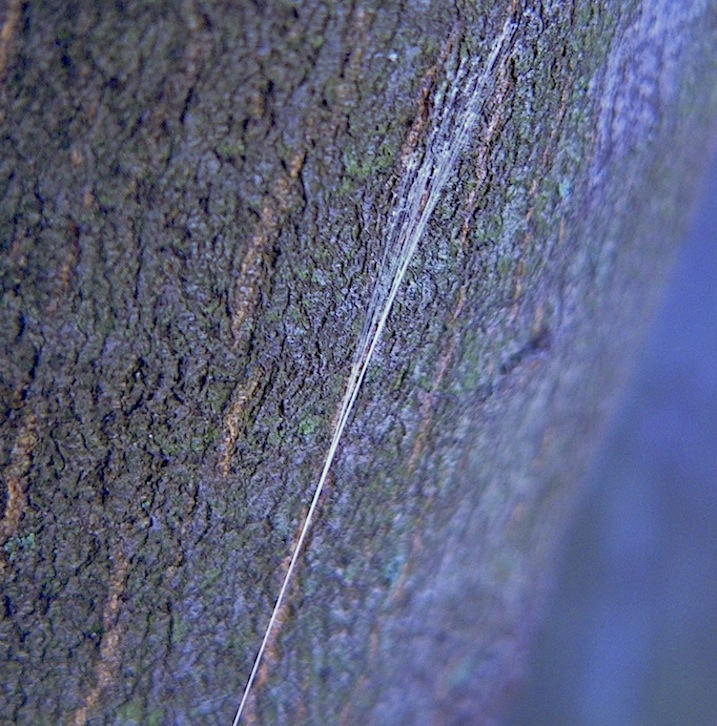

حرير العنكبوت (بالإنجليزية: Spider silk)‏: هي ألياف يغزلها العنكبوت. وهي مواد قوية بشكل ملحوظ. وتقارن مقاومة الشد لحرير العنكبوت بتلك للفولاذ عالي المتانة. كبل من حرير العنكبوت يتمتع بمقاومة شد حوالي (1.3 GPa)، بينما ينص أحد المصادر على أن مقاومة الشد لكبل من الفولاذ المماثل تبلغ (1.65 GPa). ولكن حرير العنكبوت أقل كثافة من الفولاذ، ونسبة مقاومة الشد إلى الكثافة أكبر بخمس أضعاف منها للفولاذ (هذا يعني أن حرير العنكبوت أقوى بخمس أضعاف نفس الوزن من الفولاذ، فهو بقوة ألياف الأراميد، مثل توارون أو كيفلر). وللأخذ بالعلم، فإن وزن سلك من حرير العنكبوت يكفي ليحيط الكرة الأرضية لن يزيد عن (450 غ).